# Pantón
Pantón è un comune spagnolo di 3 341 abitanti situato nella comunità autonoma della Galizia.